# The Fields of Athenry

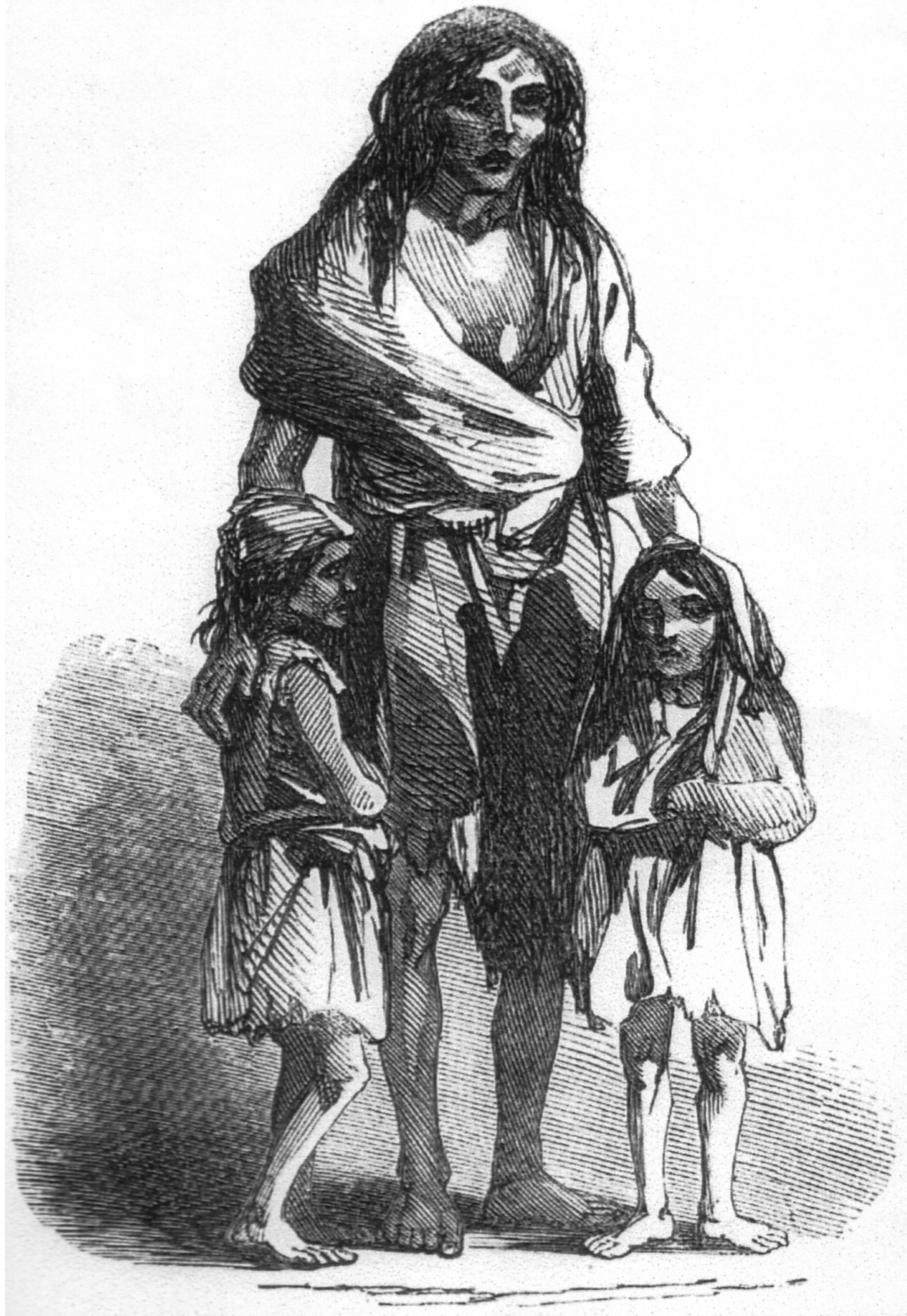
Dibuix de Bridget O'Donnel sobre la Fam d'Irlanda

"The Fields of Athenry" és una balada folk irlandesa escrita per Pete St John en els anys 1970, que narra les desventures d'un jove irlandès durant la Gran Fam de la patata del segle xix, durant la qual és deportat a Austràlia per robar menjar per a la seva família. Des de la seva creació ha estat versionada sovint, i s'ha convertit en un himne popular no oficial per als seguidors de certs equips esportius, tant irlandesos (selecció irlandesa de futbol, Munster Rugby…) com a britànics (Liverpool F.C., Celtic FC…).

## Història
"The Fields of Athenry" va ser escrita per Pete St. John en els anys 1970. En 1996 es va acusar l'autor d'haver pres part de la lletra d'una balada popular publicada en els anys 1880, però el folklorista i investigador John Moulden va negar que existís base per a les acusacions, i el mateix Pete St. John es va reafirmar en la seva autoria, tant de la música com de la lletra de la cançó.
El primer enregistrament de la cançó la va realitzar en 1979 Danny Doyle, i va aconseguir el top 10 en la llista de singles irlandesos. No obstant això, la versió més reeixida és la que va gravar en 1983 Paddy Reilly, la qual, encara que no va arribar a aconseguir el número u (només va arribar fins al quart lloc), va romandre en les llistes d'èxits irlandeses durant 72 setmanes.
Des de la seva gravació original ha estat versionada per nombrosos artistes: The Chancers, Frank Patterson, Ronan Tynan, Brush Shiels, James Galway, The Dubliners, Charlie Haden, Dropkick Murphys, Shilelagh Law, No Use for a Name, Hollie Smith i Steve McDonald, The Durutti Column o The Tartan Terrors, entre d'altres. També se s'ha versionat en altres idiomes a Sèrbia (Orthodox Celts o Tir na n'Og), Polònia (Carrantuohill) o Hongria (Sacra Arcana).

## Lletra
La lletra de la cançó explica la història de Michael, un jove irlandès que ha estat detingut i que està a punt de ser deportat a Botany Bay, en Austràlia, per robar el blat de "Trevelyan" per alimentar a la seva família. Aquesta és una referència a Charles Edward Trevelyan, el funcionari britànic encarregat d'alleujar les conseqüències de la fam entre els irlandesos, i a qui es va acusar de no fer prou, i fins i tot d'empitjorar la seva situació amb mesures arbitràries o contraproduents.

## "The Fields of Athenry" com a himne
The Fields of Athenry s'ha convertit en un himne popular oficiós de diversos equips esportius, com les seleccions d'Irlanda de futbol o rugbi, del Celtic F.C. o els equips de rugbi Munster i London Irish. Existeix una variant de la cançó, coneguda com "The Fields of Anfield Road", cantada pels seguidors del Liverpool, en què les referències històriques a la Gran Fam s'han substituït per referències a la història de l'equip de futbol anglès.
Durant el partit contra la selecció espanyola en el Campionat d'Europa de futbol 2012 els afeccionats irlandesos van començar a cantar aquesta cançó cap al minut 83 de partit i van continuar cantant-la no només durant els set últims minuts sinó fins i tot quan el matx va haver acabat, sabent que el seu equip anava a ser eliminat de la competició, ja que perdia per quatre gols a zero i no havia pogut obtenir els punts necessaris per passar a la següent eliminatòria.
La versió republicana de la cançó afegeix estrofes que són cridades pel públic en resposta a les frases del cantant. En la tornada Low lie the fields of Athenry, where once we watched the small free birds fly, la multitud crida en resposta, Hey baby let the free birds fly!, la cançó continua amb Our love was on the wing i la resposta de la multitud és Sinn Féin, per continuar cantant We had dreams and songs to sing, quan la multitud respon amb el major crit a l'uníson, (The) IRA!.
En l'àmbit polític, ambdues parts del Conflicte d'Irlanda del Nord han adoptat la cançó com a pròpia, encara que els Unionistes substitueixen "Athenry" per "Ballynafeigh".

## Al cinema
La cançó apareix en la pel·lícula Veronica Guerin, així com en la controvertida Priest, en què és cantada a cappella per un dels personatges femenins. També apareix a El club dels poetes morts, la qual cosa suposa un anacronisme, ja que l'acció de la pel·lícula se situa en 1959, és a dir, anys abans que es compongués la cançó. Altres pel·lícules en les quals s'escolta The Fields of Athenry són 16 Years of Alcohol o la comèdia romàntica The Matchmaker.